# Euphorbia lasiocarpa
Euphorbia lasiocarpa Klotzsch  es una especie fanerógama perteneciente a la familia Euphorbiaceae.

## Descripción
Es una hierba anual de vida corta, erecta o reclinada pero con las puntas ascendentes. Alcanza  hasta 1 m de alto. Los tallos sonde color verde o rojizo, con pelillos. Las hojas son opuestas, de forma variable, de hasta 4 cm de largo y hasta 1.6 cm de ancho, ápice agudo a redondeado, base oblicua, redondeada a subcordada, márgenes aserrados, generalmente con pelillos. En la base de las hojas con frecuencia se presentan un par de diminutas hojillas deltadas y a veces con el margen irregularmente dentado, llamadas estípulas. En la inflorescencia las flores están agrupadas hacia los extremos de las ramas y rodeadas de numerosas hojas verdes.
Las flores de estas plantas se encuentran muy modificadas; la estructura que parece una flor, es decir la que lleva el ovario y los estambres, es en realidad una inflorescencia llamada ciatio, que en su interior lleva numerosas flores masculinas (representadas exclusivamente por estambres desnudos) y una flor femenina (representada por un ovario con 3 estilos, cada uno dividido en 2 ramas). Estos ciatios son como tubos verdosos, a veces algo acampanados y en el ápice presentan amplios apéndices blancos o rosados parecidos a pétalos, y además unas glándulas prominentes, elípticas, de color café a rojizo. El fruto es seco, es una cápsula trilobada, de hasta 1.8 mm de largo, cubierta de pelillos, al madurar se abre elásticamente liberando sus 3 semillas que son ovoides, 4-anguladas, con crestas transversales sobre sus caras, de color café a gris.
Características especiales: Con látex blanco.

## Distribución
Es endémica del sur de Estados Unidos (Florida),hasta México en Campeche, Chiapas, Tabasco y Yucatán, el norte de Sudamérica y en las Antillas. Se reporta como exótica de las Islas Galápagos.

## Hábitat
Es una maleza tropical común en campos abiertos y sitios ruderales. En Nicaragua se encuentra desde el nivel del mar a los 500 m s. n. m.

## Taxonomía
Euphorbia lasiocarpa fue descrita por Johann Friedrich Klotzsch y publicado en Novorum Actorum Academiae Caesareae Leopoldinae-Carolinae Naturae Curiosorum 19(suppl. 1): 414. 1843.
Etimología
Euphorbia: nombre genérico que deriva del médico griego del rey Juba II de Mauritania (52 a 50 a. C. - 23), Euphorbus, en su honor – o en alusión a su gran vientre –  ya que usaba médicamente Euphorbia resinifera. En 1753 Carlos Linneo asignó el nombre a todo el género.
lasiocarpa: epíteto latino que significa "con fruto lanudo".
Sinonimia
- Anisophyllum lasiocarpum (Klotzsch) Klotzsch & Garcke (1860).
- Chamaesyce lasiocarpa (Klotzsch) Arthur (1911).
- Euphorbia lasiocarpa var. subprostrata Boiss. in A.P.de Candolle(1866).[6][7]